# 占兆官
占兆官（拉丁語：augur）是古罗马的一种祭司和官职，他主要是通过进行鸟占来解释诸神的意图。鸟占仪式和功能在古罗马社会中起着至关中心和重要的作用，涉及私人与公共事物，如战争、商业和宗教。